# Pleurotomaria arenaria
Pleurotomaria arenaria is een fossiele slakkensoort uit de familie van de Pleurotomariidae. De wetenschappelijke naam van de soort is voor het eerst geldig gepubliceerd in 1908 door Girty.